# 伴氏
伴氏（ともし/ばんし、生年不明 - 872年（貞観14年））は、平安時代の女性。菅原是善の正室。菅原道真の生母。歌人。父は伴真成。

## 生涯
伴真成の娘として生まれ、後に菅原是善に嫁いだ。是善との間には3男を儲け、845年（承和12年）に3男の菅原道真を出産。幼少期の道真の教育に務め、また歌人してもいくつかの作品を残した。
872年（貞観14年）、死去。京都市の北野天満宮には伴氏を祀る伴氏社が建立されている。